# Julio Iglesias/Diskografie
Diese Diskografie ist eine Übersicht über die musikalischen Werke des spanischen Sängers Julio Iglesias. Den Quellenangaben zufolge hat er bisher mehr als 120 Millionen Tonträger verkauft, davon alleine in seiner Heimat über 8,8 Millionen, damit zählt er zu den Interpreten mit den meisten verkauften Tonträgern weltweit. Seine erfolgreichste Veröffentlichung ist das Album 1100 Bel Air Place mit über 6,4 Millionen verkauften Einheiten.

## Alben

### Studioalben

#### Spanisch-, englisch- und mehrsprachig
| Jahr | Titel Sprache                                                    | Höchstplatzierung, Gesamtwochen, AuszeichnungChartplatzierungen (Jahr, Titel, Sprache, Platzierungen, Wochen, Auszeichnungen, Anmerkungen) | Höchstplatzierung, Gesamtwochen, AuszeichnungChartplatzierungen (Jahr, Titel, Sprache, Platzierungen, Wochen, Auszeichnungen, Anmerkungen) | Höchstplatzierung, Gesamtwochen, AuszeichnungChartplatzierungen (Jahr, Titel, Sprache, Platzierungen, Wochen, Auszeichnungen, Anmerkungen) | Höchstplatzierung, Gesamtwochen, AuszeichnungChartplatzierungen (Jahr, Titel, Sprache, Platzierungen, Wochen, Auszeichnungen, Anmerkungen) | Höchstplatzierung, Gesamtwochen, AuszeichnungChartplatzierungen (Jahr, Titel, Sprache, Platzierungen, Wochen, Auszeichnungen, Anmerkungen) | Höchstplatzierung, Gesamtwochen, AuszeichnungChartplatzierungen (Jahr, Titel, Sprache, Platzierungen, Wochen, Auszeichnungen, Anmerkungen) | Höchstplatzierung, Gesamtwochen, AuszeichnungChartplatzierungen (Jahr, Titel, Sprache, Platzierungen, Wochen, Auszeichnungen, Anmerkungen) | Höchstplatzierung, Gesamtwochen, AuszeichnungChartplatzierungen (Jahr, Titel, Sprache, Platzierungen, Wochen, Auszeichnungen, Anmerkungen) | Anmerkungen |
| Jahr | Titel Sprache                                                    | DE | AT | CH | UK | US | Latin | ES | IT | Anmerkungen |
| ---- | ---------------------------------------------------------------- | --- | --- | --- | --- | --- | --- | --- | --- | --- |
| 1969 | Yo canto spanischsprachig                                        | — | — | — | — | — | — | ES3 (15 Wo.)ES | — | Verkäufe: + 100.000 |
| 1970 | Gwendolyne Julio Iglesias spanischsprachig                       | — | — | — | — | — | — | — | — | |
| 1972 | Un canto a Galicia Por una mujer Julio Iglesias spanischsprachig | DE24 (9 Wo.)DE | — | — | — | — | — | — | — | |
| 1973 | Soy spanischsprachig                                             | — | — | — | — | — | — | ES5 (69 Wo.)ES | — | |
| 1974 | A flor de piel spanischsprachig                                  | — | — | — | — | — | — | ES3 (25 Wo.)ES | — | |
| 1975 | A México spanischsprachig                                        | — | — | — | — | — | — | ES3 (33 Wo.)ES | — | |
| 1975 | El amor spanischsprachig                                         | — | — | — | — | — | — | ES4 (48 Wo.)ES | — | Verkäufe: + 500.000 |
| 1976 | América spanischsprachig                                         | — | — | — | — | — | — | ES11 (18 Wo.)ES | IT19 (7 Wo.)IT | |
| 1977 | A mis 33 años spanischsprachig                                   | — | — | — | — | — | — | ES8 Platin · (43 Wo.)ES | — | Verkäufe: + 860.000 |
| 1978 | Emociones spanischsprachig                                       | — | — | — | — | — | — | ES11 ×2Doppelplatin · (34 Wo.)ES | — | Verkäufe: + 2.335.000 |
| 1980 | Hey! spanischsprachig                                            | — | — | — | — | US179 (6 Wo.)US | Latin4 ×4Vierfachplatin · (44 Wo.)Latin | ES1 ×5Fünffachplatin · (43 Wo.)ES | — | Verkäufe: + 1.310.000 |
| 1981 | De niña a mujer / From a Child to a Woman spanischsprachig       | — | — | — | UK43 (5 Wo.)UK | US181 (6 Wo.)US | — | ES1 ×7Siebenfachplatin · (29 Wo.)ES | — | Verkäufe: + 5.445.000 |
| 1982 | Momentos spanischsprachig                                        | DE16 (13 Wo.)DE | AT12 Gold · (10 Wo.)AT | — | UK14 Gold · (14 Wo.)UK | US191 (4 Wo.)US | Latin25 ×2Doppelplatin · (55 Wo.)Latin | ES1 ×6Sechsfachplatin · (32 Wo.)ES | — | Verkäufe: + 4.240.436 |
| 1984 | 1100 Bel Air Place englischsprachig                              | DE7 (20 Wo.)DE | AT12 (16 Wo.)AT | CH4 (11 Wo.)CH | UK14 Silber · (14 Wo.)UK | US5 ×4Vierfachplatin · (34 Wo.)US | — | ES1 ×2Doppelplatin · (19 Wo.)ES | IT8 Platin · (22 Wo.)IT | Verkäufe: + 6.600.000 |
| 1985 | Libra spanischsprachig                                           | DE26 (10 Wo.)DE | AT22 (4 Wo.)AT | — | UK61 (4 Wo.)UK | US92 (12 Wo.)US | Latin— ×6SechsfachplatinLatin | ES1 ×3Dreifachplatin · (27 Wo.)ES | — | Verkäufe: + 3.130.000 |
| 1987 | Un hombre solo spanischsprachig                                  | — | — | — | — | — | — | ES1 ×5Fünffachplatin · (61 Wo.)ES | — | Verkäufe: + 3.100.000 |
| 1988 | Non Stop englischsprachig                                        | — | — | — | UK33 Gold · (4 Wo.)UK | US52 Gold · (17 Wo.)US | — | ES5 Platin · (24 Wo.)ES | — | Verkäufe: + 1.090.000 |
| 1989 | Raices mehrsprachig                                              | — | — | — | — | — | Latin45 (2 Wo.)Latin | ES1 ×11Elffachplatin · (43 Wo.)ES | IT— GoldIT | Verkäufe: + 2.685.000 |
| 1990 | Starry Night englischsprachig                                    | — | — | — | UK27 Gold · (19 Wo.)UK | US37 Gold · (31 Wo.)US | — | ES6 Platin · (20 Wo.)ES | — | Erstveröffentlichung: 25. Oktober 1990 Verkäufe: + 1.400.000                                                                                                |
| 1992 | Calor spanischsprachig                                           | DE72 (9 Wo.)DE | — | — | — | US186 (2 Wo.)US | Latin34 (14 Wo.)Latin | ES1 ×5Fünffachplatin · (45 Wo.)ES | IT— GoldIT | einige regionsspezifische Versionen enthalten ein bis drei anderssprachige Titel (z. B. die deutsche Version Calor – Engel der Nacht) Verkäufe: + 1.062.500 |
| 1994 | Crazy englischsprachig                                           | DE73 (7 Wo.)DE | — | — | UK6 Platin · (38 Wo.)UK | US30 Gold · (19 Wo.)US | — | ES1 ×2Doppelplatin · (28 Wo.)ES | IT14 Gold · (7 Wo.)IT | Erstveröffentlichung: 16. Mai 1994 Verkäufe: + 2.505.000 |
| 1995 | La carretera spanischsprachig                                    | — | AT38 (3 Wo.)AT | — | UK6 (7 Wo.)UK | — | Latin3 (88 Wo.)Latin | ES1 ×7Siebenfachplatin · (66 Wo.)ES | — | Verkäufe: + 1.877.500 |
| 1996 | Tango spanischsprachig                                           | DE35 (10 Wo.)DE | AT49 (1 Wo.)AT | CH28 (11 Wo.)CH | UK56 Silber · (6 Wo.)UK | US81 (18 Wo.)US | Latin1 ×6Sechsfachplatin · (72 Wo.)Latin                                                                                                   | ES1 ×6Sechsfachplatin · (46 Wo.)ES | IT6 Platin · (21 Wo.)IT | Erstveröffentlichung: 19. November 1996 Verkäufe: + 3.105.000                                                                                               |
| 2000 | Noche de cuatro lunas spanischsprachig                           | — | — | CH20 (13 Wo.)CH | UK32 (4 Wo.)UK | — | Latin3 Platin · (20 Wo.)Latin | ES1 ×5Fünffachplatin · (28 Wo.)ES | — | Erstveröffentlichung: 19. Juni 2000 Verkäufe: + 845.000 |
| 2003 | Divorcio spanischsprachig                                        | — | — | CH86 (1 Wo.)CH | — | — | Latin9 (30 Wo.)Latin | ES2 ×2Doppelplatin · (29 Wo.)ES | — | Erstveröffentlichung: 27. Oktober 2003 Verkäufe: + 480.000                                                                                                  |
| 2006 | Romantic Classics englischsprachig                               | DE75 (2 Wo.)DE | AT27 (4 Wo.)AT | CH57 (5 Wo.)CH | UK42 Silber · (7 Wo.)UK | US43 (3 Wo.)US | — | ES7 Gold · (22 Wo.)ES | IT75 (1 Wo.)IT | Erstveröffentlichung: 18. September 2006 Verkäufe: + 117.500                                                                                                |
| 2011 | 1 mehrsprachig                                                   | — | — | CH84 (3 Wo.)CH | UK18 (3 Wo.)UK | — | — | ES3 Platin · (61 Wo.)ES | — | Erstveröffentlichung: 20. April 2012 Neuaufnahmen früherer Lieder Verkäufe: + 40.000                                                                        |
| 2015 | México spanischsprachig                                          | — | — | — | — | — | Latin2 (12 Wo.)Latin | ES1 Gold · (39 Wo.)ES | — | Erstveröffentlichung: 25. September 2015 Verkäufe: + 50.000                                                                                                 |
| 2017 | México & amigos spanischsprachig                                 | — | — | — | — | — | Latin49 (1 Wo.)Latin | ES2 (37 Wo.)ES | — | Erstveröffentlichung: 5. Mai 2017 Duettalbum; Verkäufe: + 50.000                                                                                            |

grau schraffiert: keine Chartdaten aus diesem Jahr verfügbar

#### Deutschsprachig
| Jahr | Titel                            | Höchstplatzierung, Gesamtwochen, AuszeichnungChartplatzierungen (Jahr, Titel, Platzierungen, Wochen, Auszeichnungen, Anmerkungen) | Höchstplatzierung, Gesamtwochen, AuszeichnungChartplatzierungen (Jahr, Titel, Platzierungen, Wochen, Auszeichnungen, Anmerkungen) | Anmerkungen         |
| Jahr | Titel                            | DE | AT | Anmerkungen         |
| ---- | -------------------------------- | --- | --- | ------------------- |
| 1973 | Und das Meer singt sein Lied     | DE11 (8 Wo.)DE | — |                     |
| 1974 | Ich schick’ Dir eine weiße Wolke | DE41 (3 Wo.)DE | — |                     |
| 1976 | Schenk mir Deine Liebe           | DE16 (11 Wo.)DE | AT6 (24 Wo.)AT |                     |
| 1979 | Er war ja nur ein Zigeuner       | — | AT18 (4 Wo.)AT |                     |
| 1981 | Zärtlichkeiten                   | DE9 Gold · (24 Wo.)DE | AT6 (12 Wo.)AT | Verkäufe: + 275.000 |

#### Italienischsprachig
| Jahr | Titel                           | Höchstplatzierung, Gesamtwochen, AuszeichnungChartsChartplatzierungen (Jahr, Titel, Platzierungen, Wochen, Auszeichnungen, Anmerkungen) | Anmerkungen                                      |
| Jahr | Titel                           | IT | Anmerkungen                                      |
| ---- | ------------------------------- | --- | ------------------------------------------------ |
| 1976 | Se mi lasci, non vale           | IT17 (4 Wo.)IT |                                                  |
| 1978 | Da Manuela a Pensami            | IT4 Platin · (56 Wo.)IT | Kompilation Verkäufe: + 50.000                   |
| 1978 | Sono un pirata, sono un signore | IT2 (38 Wo.)IT |                                                  |
| 1979 | Innamorarsi alla mia età        | IT1 (31 Wo.)IT |                                                  |
| 1980 | In Italia                       | IT25 (1 Wo.)IT | Kompilation                                      |
| 1981 | Amanti                          | IT3 (28 Wo.)IT |                                                  |
| 1982 | Momenti                         | IT1 (24 Wo.)IT | italienischsprachige Version von Momentos        |
| 1987 | Tutto l’amore che ti manca      | IT7 (14 Wo.)IT |                                                  |
| 1992 | Anche senza di te               | IT23 (2 Wo.)IT | teilweise italienischsprachige Version von Calor |
| 1998 | La mia vita, i miei successi    | IT20 (3 Wo.)IT | Kompilation                                      |
| 2001 | Una donna può cambiar la vita   | IT20 (19 Wo.)IT |                                                  |

#### Französischsprachig
- 1978: Aimer la vie
- 1979: À vous les femmes
- 1980: Sentimental
- 1981: Fidèle
- 1982: Et l’amour crea la femme
- 1998: Ma vie: Mes plus grands succès (Kompilation)
- 2004: En Français (Kompilation)
- 2007: Quelque chose de France
- 2012: Numero Uno (Kompilation, französische Version von 1: Greatest Hits)

#### Portugiesischsprachig
- 1978: Às vezes tu, ás vezes eu
- 1981: Minhas canções preferidas
- 1984: Julio
- 1996: Tango
- 2001: Ao Meu Brasil

### Livealben
| Jahr | Titel                     | Höchstplatzierung, Gesamtwochen, AuszeichnungChartplatzierungen (Jahr, Titel, Platzierungen, Wochen, Auszeichnungen, Anmerkungen) | Höchstplatzierung, Gesamtwochen, AuszeichnungChartplatzierungen (Jahr, Titel, Platzierungen, Wochen, Auszeichnungen, Anmerkungen) | Höchstplatzierung, Gesamtwochen, AuszeichnungChartplatzierungen (Jahr, Titel, Platzierungen, Wochen, Auszeichnungen, Anmerkungen) | Höchstplatzierung, Gesamtwochen, AuszeichnungChartplatzierungen (Jahr, Titel, Platzierungen, Wochen, Auszeichnungen, Anmerkungen) | Höchstplatzierung, Gesamtwochen, AuszeichnungChartplatzierungen (Jahr, Titel, Platzierungen, Wochen, Auszeichnungen, Anmerkungen) | Höchstplatzierung, Gesamtwochen, AuszeichnungChartplatzierungen (Jahr, Titel, Platzierungen, Wochen, Auszeichnungen, Anmerkungen) | Höchstplatzierung, Gesamtwochen, AuszeichnungChartplatzierungen (Jahr, Titel, Platzierungen, Wochen, Auszeichnungen, Anmerkungen) | Höchstplatzierung, Gesamtwochen, AuszeichnungChartplatzierungen (Jahr, Titel, Platzierungen, Wochen, Auszeichnungen, Anmerkungen) | Anmerkungen                      |
| Jahr | Titel                     | DE | AT | CH | UK | US | Latin | ES | IT | Anmerkungen                      |
| ---- | ------------------------- | --- | --- | --- | --- | --- | --- | --- | --- | -------------------------------- |
| 1976 | En el Olympia             | — | — | — | — | — | — | ES26 (9 Wo.)ES | — | spanischsprachig                 |
| 1982 | En concierto / In Concert | — | — | — | — | US159 (9 Wo.)US | Latin34 ×2Doppelplatin · (18 Wo.)Latin                                                                                            | ES1 (16 Wo.)ES | IT18 (4 Wo.)IT | multilingual Verkäufe: + 120.000 |

grau schraffiert: keine Chartdaten aus diesem Jahr verfügbar

### Kompilationen
| Jahr | Titel                                                 | Höchstplatzierung, Gesamtwochen, AuszeichnungChartplatzierungen (Jahr, Titel, Platzierungen, Wochen, Auszeichnungen, Anmerkungen) | Höchstplatzierung, Gesamtwochen, AuszeichnungChartplatzierungen (Jahr, Titel, Platzierungen, Wochen, Auszeichnungen, Anmerkungen) | Höchstplatzierung, Gesamtwochen, AuszeichnungChartplatzierungen (Jahr, Titel, Platzierungen, Wochen, Auszeichnungen, Anmerkungen) | Höchstplatzierung, Gesamtwochen, AuszeichnungChartplatzierungen (Jahr, Titel, Platzierungen, Wochen, Auszeichnungen, Anmerkungen) | Höchstplatzierung, Gesamtwochen, AuszeichnungChartplatzierungen (Jahr, Titel, Platzierungen, Wochen, Auszeichnungen, Anmerkungen) | Höchstplatzierung, Gesamtwochen, AuszeichnungChartplatzierungen (Jahr, Titel, Platzierungen, Wochen, Auszeichnungen, Anmerkungen) | Höchstplatzierung, Gesamtwochen, AuszeichnungChartplatzierungen (Jahr, Titel, Platzierungen, Wochen, Auszeichnungen, Anmerkungen) | Höchstplatzierung, Gesamtwochen, AuszeichnungChartplatzierungen (Jahr, Titel, Platzierungen, Wochen, Auszeichnungen, Anmerkungen) | Anmerkungen                                                                 |
| Jahr | Titel                                                 | DE | AT | CH | UK | US | Latin | ES | IT | Anmerkungen                                                                 |
| ---- | ----------------------------------------------------- | --- | --- | --- | --- | --- | --- | --- | --- | --------------------------------------------------------------------------- |
| 1979 | 24 éxitos de oro                                      | — | — | — | — | — | — | ES1 ×2Doppelplatin · (28 Wo.)ES                                                                                                   | — | spanischsprachig Verkäufe: + 200.000                                        |
| 1981 | Begin the Beguine                                     | — | — | — | UK5 Gold · (28 Wo.)UK | — | — | — | — | spanischsprachig Verkäufe: + 122.500                                        |
| 1982 | Historia de un mito                                   | — | — | — | — | — | — | ES19 (3 Wo.)ES | — | spanischsprachig                                                            |
| 1983 | Julio                                                 | — | — | — | UK5 Gold · (16 Wo.)UK | US32 ×2Doppelplatin · (89 Wo.)US                                                                                                  | Latin6 (106 Wo.)Latin | — | — | multilingual Verkäufe: + 3.025.000                                          |
| 1989 | 28 grandes éxitos latinos                             | — | — | — | — | — | — | ES12 Platin · (15 Wo.)ES | — | spanischsprachig Verkäufe: + 100.000                                        |
| 1992 | Felicidades, Julio                                    | — | — | — | — | — | — | ES22 Gold · (4 Wo.)ES | — | spanischsprachig Verkäufe: + 50.000                                         |
| 1998 | Mi vida: grandes éxitos                               | — | — | — | — | — | Latin21 (17 Wo.)Latin | ES1 ×5Fünffachplatin · (31 Wo.)ES                                                                                                 | — | spanischsprachig Verkäufe: + 717.670                                        |
| 1998 | My Life: The Greatest Hits                            | — | AT22 (5 Wo.)AT | — | UK18 Gold · (9 Wo.)UK | — | Latin4 ×2Doppelplatin · (24 Wo.)Latin                                                                                             | ES56 ×5Fünffachplatin · (7 Wo.)ES                                                                                                 | — | Erstveröffentlichung: 28. September 1998 multilingual Verkäufe: + 1.662.500 |
| 2003 | Love Songs                                            | — | — | — | UK64 (2 Wo.)UK | — | — | ES1 Gold · (16 Wo.)ES | — | Erstveröffentlichung: 23. Juni 2003 englischsprachig Verkäufe: + 137.500    |
| 2005 | L’homme que je suis                                   | — | — | CH87 (2 Wo.)CH | — | — | — | ES24 (8 Wo.)ES | — | Erstveröffentlichung: 16. Mai 2005 französischsprachig Verkäufe: + 100.000  |
| 2012 | 1 – Grandes éxitos 1: Greatest Hits 1: The Collection | — | — | — | UK81 (2 Wo.)UK | — | Latin12 (19 Wo.)Latin | ES47 (21 Wo.)ES | — | englischsprachig                                                            |

grau schraffiert: keine Chartdaten aus diesem Jahr verfügbar

## Singles

### International
| Jahr | Titel Album                                            | Höchstplatzierung, Gesamtwochen, AuszeichnungChartplatzierungen (Jahr, Titel, Album, Platzierungen, Wochen, Auszeichnungen, Anmerkungen) | Höchstplatzierung, Gesamtwochen, AuszeichnungChartplatzierungen (Jahr, Titel, Album, Platzierungen, Wochen, Auszeichnungen, Anmerkungen) | Höchstplatzierung, Gesamtwochen, AuszeichnungChartplatzierungen (Jahr, Titel, Album, Platzierungen, Wochen, Auszeichnungen, Anmerkungen) | Höchstplatzierung, Gesamtwochen, AuszeichnungChartplatzierungen (Jahr, Titel, Album, Platzierungen, Wochen, Auszeichnungen, Anmerkungen) | Höchstplatzierung, Gesamtwochen, AuszeichnungChartplatzierungen (Jahr, Titel, Album, Platzierungen, Wochen, Auszeichnungen, Anmerkungen) | Höchstplatzierung, Gesamtwochen, AuszeichnungChartplatzierungen (Jahr, Titel, Album, Platzierungen, Wochen, Auszeichnungen, Anmerkungen) | Höchstplatzierung, Gesamtwochen, AuszeichnungChartplatzierungen (Jahr, Titel, Album, Platzierungen, Wochen, Auszeichnungen, Anmerkungen) | Höchstplatzierung, Gesamtwochen, AuszeichnungChartplatzierungen (Jahr, Titel, Album, Platzierungen, Wochen, Auszeichnungen, Anmerkungen) | Anmerkungen                             |
| Jahr | Titel Album                                            | DE | AT | CH | UK | US | Latin | ES | IT | Anmerkungen                             |
| ---- | ------------------------------------------------------ | --- | --- | --- | --- | --- | --- | --- | --- | --------------------------------------- |
| 1972 | Un canto a Galicia Un canto a Galicia / Por una mujer  | DE12 (27 Wo.)DE | — | — | — | — | — | ES14 (21 Wo.)ES | — |                                         |
| 1973 | Rio Rebelde Julio Iglesias                             | DE34 (3 Wo.)DE | — | — | — | — | — | ES5 (35 Wo.)ES | — |                                         |
| 1980 | Hey! Hey! / Julio                                      | — | — | — | UK31 (8 Wo.)UK | — | — | ES1 Gold · (33 Wo.)ES | — | in UK erst 1983 platziert               |
| 1981 | Begin the Beguine (Volver a empezar) Begin the Beguine | — | AT8 (12 Wo.)AT | CH7 (6 Wo.)CH | UK1 Silber · (14 Wo.)UK | — | — | ES15 (8 Wo.)ES | — | Verkäufe: + 247.500                     |
| 1982 | Yours (Quiéreme mucho) Begin the Beguine               | — | — | — | UK3 Silber · (9 Wo.)UK | — | — | — | — | Verkäufe: + 250.000                     |
| 1982 | Amor                                                   | DE57 (6 Wo.)DE | — | — | UK32 (7 Wo.)UK | — | — | — | — |                                         |
| 1983 | So Close to Me Amor                                    | — | — | — | UK92 (1 Wo.)UK | — | — | — | — |                                         |
| 1983 | Forever and Ever Julio                                 | — | — | — | UK91 (3 Wo.)UK | — | — | — | — |                                         |
| 1984 | To All the Girls I’ve Loved Before 1100 Bel Air Place  | DE24 (1 Wo.)DE | AT4 (16 Wo.)AT | CH23 (7 Wo.)CH | UK17 (12 Wo.)UK | US5 Gold · (21 Wo.)US | — | ES2 (17 Wo.)ES | — | mit Willie Nelson Verkäufe: + 1.100.000 |
| 1984 | All of You 1100 Bel Air Place                          | DE32 (10 Wo.)DE | AT12 (6 Wo.)AT | — | UK43 (10 Wo.)UK | US19 (16 Wo.)US | — | ES1 (20 Wo.)ES | IT8 (16 Wo.)IT | mit Diana Ross Verkäufe: + 50.000       |
| 1988 | My Love Non Stop                                       | — | — | — | UK5 (17 Wo.)UK | US80 (4 Wo.)US | — | ES4 (21 Wo.)ES | — | mit Stevie Wonder                       |
| 1988 | Love Is on Our Side Again Non Stop                     | — | — | — | UK81 (4 Wo.)UK | — | — | — | — |                                         |
| 1994 | Crazy                                                  | — | — | — | UK43 (5 Wo.)UK | — | Latin9 (12 Wo.)Latin | — | — |                                         |
| 1994 | Fragile Crazy                                          | — | — | — | UK53 (6 Wo.)UK | — | — | — | — |                                         |

grau schraffiert: keine Chartdaten aus diesem Jahr verfügbar

### Spanisch und Lateinamerikanisch
| Jahr | Titel Album                                                                       | Höchstplatzierung, Gesamtwochen, AuszeichnungChartplatzierungen (Jahr, Titel, Album, Platzierungen, Wochen, Auszeichnungen, Anmerkungen) | Höchstplatzierung, Gesamtwochen, AuszeichnungChartplatzierungen (Jahr, Titel, Album, Platzierungen, Wochen, Auszeichnungen, Anmerkungen) | Anmerkungen                                         |
| Jahr | Titel Album                                                                       | Latin | ES | Anmerkungen                                         |
| ---- | --------------------------------------------------------------------------------- | --- | --- | --------------------------------------------------- |
| 1969 | La vida sigue igual Yo canto                                                      | — | ES18 (5 Wo.)ES |                                                     |
| 1969 | No llores, mi amor Yo canto                                                       | — | ES20 (8 Wo.)ES |                                                     |
| 1969 | Yo canto                                                                          | — | ES10 (18 Wo.)ES |                                                     |
| 1970 | Gwendolyne Julio Iglesias / Gwendolyne                                            | — | ES1 (19 Wo.)ES |                                                     |
| 1970 | Chiquilla Un canto a Galicia / Por una mujer                                      | — | ES16 (8 Wo.)ES |                                                     |
| 1971 | Cuando vuelva a amanecer / A veces pregunto al viento Julio Iglesias / Gwendolyne | — | ES29 (2 Wo.)ES |                                                     |
| 1971 | En un rincón del desván Un canto a Galicia / Por una mujer                        | — | ES25 (2 Wo.)ES |                                                     |
| 1972 | Por una mujer Un canto a Galicia / Por una mujer                                  | — | ES15 (18 Wo.)ES |                                                     |
| 1973 | Así nacemos Soy                                                                   | — | ES24 (4 Wo.)ES |                                                     |
| 1973 | Minueto Soy                                                                       | — | ES14 (17 Wo.)ES |                                                     |
| 1974 | Dieciséis años Soy                                                                | — | ES14 (23 Wo.)ES |                                                     |
| 1974 | A flor de piel                                                                    | — | ES9 (21 Wo.)ES |                                                     |
| 1975 | Manuela A flor de piel                                                            | — | ES3 (20 Wo.)ES | spanische Version                                   |
| 1975 | Cu-cu-rru-cu-cu Paloma A México                                                   | — | ES16 (3 Wo.)ES |                                                     |
| 1975 | Abrázame El amor                                                                  | — | ES7 (24 Wo.)ES |                                                     |
| 1978 | Soy un truhán, soy un señor A mis 33 años                                         | — | ES9 Platin · (20 Wo.)ES |                                                     |
| 1979 | Me olvidé de vivir Emociones                                                      | — | ES20 Platin · (7 Wo.)ES |                                                     |
| 1980 | Amantes Hey!                                                                      | — | ES8 (13 Wo.)ES |                                                     |
| 1981 | De niña a mujer                                                                   | — | ES1 (17 Wo.)ES |                                                     |
| 1982 | No me vuelvo a enamorar Momentos                                                  | — | ES1 (15 Wo.)ES |                                                     |
| 1985 | Felicidades Libra                                                                 | — | ES10 (9 Wo.)ES | mit Pedro Vargas                                    |
| 1987 | Lo mejor de tu vida Un hombre solo                                                | Latin1 (25 Wo.)Latin | ES19 (13 Wo.)ES |                                                     |
| 1987 | Todo el amor que te hace falta Un hombre solo                                     | Latin8 (42 Wo.)Latin | — |                                                     |
| 1987 | Que no se rompa la noche Un hombre solo                                           | Latin1 (29 Wo.)Latin | ES40 (4 Wo.)ES |                                                     |
| 1988 | Alguien Un hombre solo                                                            | Latin18 (10 Wo.)Latin | — |                                                     |
| 1988 | Intentando otra vez enamorarme Un hombre solo                                     | Latin49 (1 Wo.)Latin | — |                                                     |
| 1988 | Ae, ao Non Stop                                                                   | — | ES36 (2 Wo.)ES |                                                     |
| 1989 | Soñadores de España –                                                             | — | ES19 Platin · (11 Wo.)ES | mit Plácido Domingo, Platzierung in den Albumcharts |
| 1989 | Bamboleo / Caballo viejo Raices                                                   | Latin6 (17 Wo.)Latin | — |                                                     |
| 1989 | Medley Mexicano Raices                                                            | Latin37 (2 Wo.)Latin | — |                                                     |
| 1992 | Torero –                                                                          | Latin1 (18 Wo.)Latin | — | mit José Luis Rodríguez González                    |
| 1992 | Milonga sentimental Calor                                                         | Latin5 (14 Wo.)Latin | — |                                                     |
| 1992 | Y aunque te haga calor Calor                                                      | Latin8 (11 Wo.)Latin | — |                                                     |
| 1993 | Esos amores Calor                                                                 | Latin23 (7 Wo.)Latin | — |                                                     |
| 1995 | Agua dulce, agua sala Le carretera                                                | Latin3 (10 Wo.)Latin | — |                                                     |
| 1995 | Baila morena Le carretera                                                         | Latin12 (12 Wo.)Latin | — |                                                     |
| 1996 | Le carretera                                                                      | Latin10 (6 Wo.)Latin | — |                                                     |
| 1996 | Tango                                                                             | Latin27 (5 Wo.)Latin | — |                                                     |
| 1997 | Volver Tango                                                                      | Latin28 (2 Wo.)Latin | — |                                                     |
| 1998 | La gota fria –                                                                    | — | ES2 (4 Wo.)ES |                                                     |
| 2000 | Gozar la vida Noche de cuatro lunas                                               | Latin8 (11 Wo.)Latin | ES19 (1 Wo.)ES |                                                     |
| 2001 | Dos corazones, dos historias Noche de cuatro lunas                                | Latin29 (7 Wo.)Latin | — | mit Alejandro Fernandez                             |
| 2003 | Corazón de papel Divorcio                                                         | Latin35 (7 Wo.)Latin | — |                                                     |

grau schraffiert: keine Chartdaten aus diesem Jahr verfügbar

### Deutschsprachig
| Jahr | Titel Album                                                                  | Höchstplatzierung, Gesamtwochen, AuszeichnungChartplatzierungen (Jahr, Titel, Album, Platzierungen, Wochen, Auszeichnungen, Anmerkungen) | Höchstplatzierung, Gesamtwochen, AuszeichnungChartplatzierungen (Jahr, Titel, Album, Platzierungen, Wochen, Auszeichnungen, Anmerkungen) | Anmerkungen |
| Jahr | Titel Album                                                                  | DE | AT | Anmerkungen |
| ---- | ---------------------------------------------------------------------------- | --- | --- | ----------- |
| 1972 | Wenn ein Schiff vorüberfährt Und das Meer singt sein Lied                    | DE6 (28 Wo.)DE | — |             |
| 1973 | Du in deiner Welt Und das Meer singt sein Lied                               | DE22 (12 Wo.)DE | — |             |
| 1973 | Und das Meer singt sein Lied                                                 | DE14 (12 Wo.)DE | — |             |
| 1974 | Alle Liebe dieser Erde Ich schick’ Dir eine weiße Wolke                      | DE15 (16 Wo.)DE | — |             |
| 1974 | Komm wieder Madonna Ich schick’ Dir eine weiße Wolke                         | DE29 (12 Wo.)DE | — |             |
| 1974 | Ich schick’ dir eine weiße Wolke Ich schick’ Dir eine weiße Wolke            | DE45 (2 Wo.)DE | — |             |
| 1976 | Kein Addio, kein Goodbye Schenk mir Deine Liebe                              | — | AT8 (24 Wo.)AT |             |
| 1982 | … aber der Traum war sehr schön (When They Begin the Beguine) Zärtlichkeiten | DE57 (6 Wo.)DE | — |             |
| 1982 | Du bist mein erster Gedanke (Quiéreme mucho) Zärtlichkeiten                  | DE62 (8 Wo.)DE | — |             |

grau schraffiert: keine Chartdaten aus diesem Jahr verfügbar

### Italienischsprachig
| Jahr | Titel Album                                    | Höchstplatzierung, Gesamtwochen, AuszeichnungChartsChartplatzierungen (Jahr, Titel, Album, Platzierungen, Wochen, Auszeichnungen, Anmerkungen) | Anmerkungen          |
| Jahr | Titel Album                                    | IT | Anmerkungen          |
| ---- | ---------------------------------------------- | --- | -------------------- |
| 1975 | Manuela –                                      | IT19 (9 Wo.)IT | italienische Version |
| 1976 | Se mi lasci non vale Se mi lasci, non vale     | IT16 Gold (2021) · (26 Wo.)IT |                      |
| 1978 | Sono un pirata sono un signore                 | IT14 (17 Wo.)IT |                      |
| 1978 | Pensami Sono un pirata sono un signore         | IT3 (36 Wo.)IT |                      |
| 1979 | Se tornassi Innamorarsi alla mia età           | IT1 (26 Wo.)IT |                      |
| 1980 | Quando si ama davvero Innamorarsi alla mia età | IT23 (1 Wo.)IT |                      |
| 1981 | Hey Amanti                                     | IT5 (22 Wo.)IT |                      |
| 1982 | Sono un vagabondo Momenti                      | IT9 (13 Wo.)IT |                      |

### Französischsprachig
- 1977: Ce n’est rien qu’un au revoir
- 1978: Aimer la vie
- 1978: Le monde est fou, le monde est beau
- 1979: Pauvres diables
- 1979: Où est passée ma bohème
- 1980: Je n’ai pas changé
- 1980: C’est ma vie
- 1980: Il faut toujours un perdant (en amour?)
- 1981: Quand tu n’es plus là
- 1981: Fidèle
- 1981: Viens m’embrasser
- 1981: L’amour est fou, madame
- 1981: Une chanson qui revient
- 1982: Et l’amour créa la femme
- 1983: Nostalgie
- 1992: Mendiant d’amour
- 1996: Vers la frontière
- 2005: Le prix d’un baiser

## Statistik

### Chartauswertung
|                     | DE     | AT     | CH    | UK     | US     | Latin        | ES     | IT     |
| ------------------- | ------ | ------ | ----- | ------ | ------ | ------------ | ------ | ------ |
| Nummer-eins-Alben   | DE—DE  | AT—AT  | CH—CH | UK—UK  | US—US  | Latin1Latin  | ES16ES | IT2IT  |
| Top-10-Alben        | DE2DE  | AT2AT  | CH1CH | UK4UK  | US1US  | Latin8Latin  | ES28ES | IT8IT  |
| Alben in den Charts | DE12DE | AT10AT | CH7CH | UK17UK | US13US | Latin15Latin | ES37ES | IT17IT |

|                       | DE     | AT    | CH    | UK     | US    | Latin        | ES     | IT    |
| --------------------- | ------ | ----- | ----- | ------ | ----- | ------------ | ------ | ----- |
| Nummer-eins-Singles   | DE—DE  | AT—AT | CH—CH | UK1UK  | US—US | Latin3Latin  | ES5ES  | IT1IT |
| Top-10-Singles        | DE1DE  | AT3AT | CH1CH | UK3UK  | US1US | Latin11Latin | ES15ES | IT5IT |
| Singles in den Charts | DE13DE | AT4AT | CH2CH | UK12UK | US3US | Latin20Latin | ES33ES | IT9IT |

### Auszeichnungen für Musikverkäufe
| Land/RegionAuszeichnungen für Musikverkäufe (Land/Region, Auszeichnungen, Verkäufe, Quellen) | Silber     | Gold         | Platin         | Diamant     | Verkäufe    | Quellen                                                                       |
| -------------------------------------------------------------------------------------------- | ---------- | ------------ | -------------- | ----------- | ----------- | ----------------------------------------------------------------------------- |
| Argentinien (CAPIF)                                                                          | —          | 2× Gold2     | 53× Platin53   | Diamant1    | 3.712.000   | capif.org.ar (Memento vom 6. Juli 2011 im Internet Archive)                   |
| Australien (ARIA)                                                                            | —          | 5× Gold5     | 6× Platin6     | —           | 560.000     | aria.com.au                                                                   |
| Belgien (BRMA)                                                                               | —          | 5× Gold5     | —              | —           | 125.000     | ultratop.be                                                                   |
| Brasilien (PMB)                                                                              | —          | 2× Gold2     | 51× Platin51   | —           | 13.125.000  | pro-musicabr.org.br                                                           |
| Chile (IFPI)                                                                                 | —          | 5× Gold5     | 12× Platin12   | —           | 725.000     | Einzelnachweise                                                               |
| Dänemark (IFPI)                                                                              | —          | 3× Gold3     | 2× Platin2     | —           | 285.000     | Einzelnachweise                                                               |
| Deutschland (BVMI)                                                                           | —          | Gold1        | —              | —           | 250.000     | musikindustrie.de                                                             |
| Europa (IFPI)                                                                                | —          | —            | 4× Platin4     | —           | (4.000.000) | ifpi.org (Memento vom 1. Januar 2014 im Internet Archive)                     |
| Finnland (IFPI)                                                                              | —          | —            | 2× Platin2     | —           | 146.306     | ifpi.fi                                                                       |
| Frankreich (SNEP)                                                                            | —          | 14× Gold14   | 7× Platin7     | 2× Diamant2 | 6.200.000   | infodisc.fr snepmusique.com                                                   |
| Hongkong (IFPI/HKRIA)                                                                        | —          | 2× Gold2     | —              | —           | 20.000      | ifpihk.org                                                                    |
| Irland (IRMA)                                                                                | —          | Gold1        | —              | —           | 7.500       | irishcharts.ie                                                                |
| Indonesien (ASIRI)                                                                           | —          | Gold1        | 5× Platin5     | —           | 825.000     | Einzelnachweise                                                               |
| Italien (FIMI)                                                                               | —          | 4× Gold4     | 2× Platin2     | —           | 355.000     | fimi.it                                                                       |
| Japan (RIAJ)                                                                                 | —          | —            | 4× Platin4     | —           | 800.000     | Einzelnachweise                                                               |
| Kanada (MC)                                                                                  | —          | 10× Gold10   | 10× Platin10   | —           | 1.500.000   | musiccanada.com                                                               |
| Kolumbien (ASINCOL)                                                                          | —          | 5× Gold5     | 11× Platin11   | —           | 675.000     | Einzelnachweise                                                               |
| Malaysia (RIM)                                                                               | —          | —            | 4× Platin4     | —           | 200.000     | Einzelnachweise                                                               |
| Mexiko (AMPROFON)                                                                            | —          | 4× Gold4     | 10× Platin10   | —           | 2.975.000   | amprofon.com.mx                                                               |
| Neuseeland (RMNZ)                                                                            | —          | 4× Gold4     | 7× Platin7     | —           | 172.500     | aotearoamusiccharts.co.nz NZ2 (Memento vom 24. Juli 2011 im Internet Archive) |
| Niederlande (NVPI)                                                                           | —          | 8× Gold8     | 6× Platin6     | —           | 990.000     | nvpi.nl                                                                       |
| Norwegen (IFPI)                                                                              | —          | 2× Gold2     | —              | —           | 40.000      | ifpi.no (Memento vom 5. November 2012 im Internet Archive)                    |
| Österreich (IFPI)                                                                            | —          | Gold1        | —              | —           | 25.000      | Einzelnachweise                                                               |
| Peru (UNIMPRO)                                                                               | —          | Gold1        | —              | —           | 5.000       | Einzelnachweise                                                               |
| Philippinen (PARI)                                                                           | —          | 2× Gold2     | —              | —           | 45.000      | pari.com.ph                                                                   |
| Polen (ZPAV)                                                                                 | —          | —            | Platin1        | —           | 60.000      | Einzelnachweise                                                               |
| Portugal (AFP)                                                                               | Silber1    | 7× Gold7     | 7× Platin7     | —           | 383.000     | Einzelnachweise                                                               |
| Schweden (IFPI)                                                                              | —          | 4× Gold4     | Platin1        | —           | 290.000     | sverigetopplistan.se                                                          |
| Schweiz (IFPI)                                                                               | —          | 2× Gold2     | —              | —           | 50.000      | hitparade.ch                                                                  |
| Singapur (RIAS)                                                                              | —          | 3× Gold3     | 2× Platin2     | —           | 52.500      | Einzelnachweise                                                               |
| Spanien (Promusicae)                                                                         | —          | 5× Gold5     | 90× Platin90   | —           | 9.030.000   | elportaldemusica.es ES2 ES3 ES4                                               |
| Südafrika (RISA)                                                                             | —          | Gold1        | —              | —           | 25.000      | Einzelnachweise                                                               |
| Südkorea (KMCA)                                                                              | —          | 3× Gold3     | 3× Platin3     | —           | 135.000     | Einzelnachweise                                                               |
| Taiwan (RIT)                                                                                 | —          | 3× Gold3     | Platin1        | —           | 125.000     | Einzelnachweise                                                               |
| Thailand (TECA)                                                                              | —          | Gold1        | Platin1        | —           | 75.000      | Einzelnachweise                                                               |
| Uruguay (CUD)                                                                                | —          | Gold1        | —              | —           | 3.000       | cudisco.org (Memento vom 9. Dezember 2004 im Internet Archive)                |
| Venezuela (APFV)                                                                             | —          | 2× Gold2     | 8× Platin8     | —           | 180.000     | Einzelnachweise                                                               |
| Vereinigte Staaten (RIAA)                                                                    | —          | 8× Gold8     | 30× Platin30   | —           | 11.000.000  | riaa.com                                                                      |
| Vereinigtes Königreich (BPI)                                                                 | 5× Silber5 | 6× Gold6     | Platin1        | —           | 1.620.000   | bpi.co.uk                                                                     |
| Insgesamt                                                                                    | 6× Silber6 | 129× Gold129 | 341× Platin341 | 3× Diamant3 |             |                                                                               |

## Belege
1. ↑  Nick Kreven: Bryan Adams slips back into the groove. In: The Star. 16. Oktober 2015, abgerufen am 15. Juni 2016 (englisch).
2. 1 2 3 4 5 6 7 8  Chartquellen: DE AT CH UK US ES ab 2005 IT (Alben ab 2000)
3. 1 2 3 4 5  M&D-Chartarchiv. Musica e dischi, archiviert vom Original (nicht mehr online verfügbar) am 24. Juli 2017; abgerufen am 10. März 2018 (italienisch, kostenpflichtiger Abonnement-Zugang).  Info: Der Archivlink wurde automatisch eingesetzt und noch nicht geprüft. Bitte prüfe Original- und Archivlink gemäß Anleitung und entferne dann diesen Hinweis.
4. 1 2  Guido Racca & Chartitalia: Top 100 FIMI Album. Lulu, 2013, S. 119.
5. ↑  Guido Racca & Chartitalia: Top 100 FIMI Singoli. Lulu, 2013, S. 102.